# Hipposideros pygmaeus
Hipposideros pygmaeus är en fladdermusart som först beskrevs av Waterhouse 1843.  Hipposideros pygmaeus ingår i släktet Hipposideros och familjen rundbladnäsor. IUCN kategoriserar arten globalt som livskraftig. Inga underarter finns listade i Catalogue of Life.
Denna fladdermus förekommer i centrala Filippinerna. Arten lever i låglandet och i kulliga områden upp till 200 meter över havet. Den vilar i kalkstensgrottor och har olika slags skogar som habitat.